# Проміскуїтет
Проміскуїтет, сексуальна нерозбірливість — нічим не обмежені статеві відносини з багатьма партнерами.

## Походження поняття
Термін «проміскуїтет» був запроваджений в XIX столітті для позначення передбачуваної стадії невпорядкованих статевих відносин в первісному людському суспільстві, що передували виникненню шлюбу і сім'ї. Однак припущення про таку стадію до цього часу не підтвердилося, оскільки проміскуїтет безпосередньо не спостерігався в жодного народу ні в давнину, ні в сучасних відсталих суспільствах. Власне постійний, не спорадичний проміскуїтет взагалі не характерний для вищих ссавців, тож з погляду етології реконструкція проміскуїтету для людей чи їх безпосередніх предків є не підкріпленою фактичним матеріалом гіпотезою.